# Hypena griseivitta
Hypena griseivitta là một loài bướm đêm trong họ Erebidae.